# Eilema flaveola
Eilema flaveola är en fjärilsart som beskrevs av Jules Pièrre Rambur 1868. Eilema flaveola ingår i släktet Eilema och familjen björnspinnare. Inga underarter finns listade i Catalogue of Life.